# Spoorlijn Luzern - Interlaken
De spoorlijn Luzern - Interlaken Ost is een Zwitserse spoorlijn van de voormalige spoorwegonderneming SBB Brünig. De Brünigbahn was tot 31 december 2004 het enige metersporige spoorwegnetbedrijf van de Zwitserse Federale Spoorwegen (SBB-CFF-FFS).
De Brünigbahn omvat de lijn van Interlaken Ost via Brienz, Meiringen, de Brünigpas, Giswil en Alpnachstad naar Luzern. Op 1 januari 2005 werd de Brünigbahn samengevoegd met de LSE om verder te gaan onder de naam Zentralbahn.

## Geschiedenis
De lijn werd aangelegd door de Jura-Bern-Luzern-Bahn (JBL). Die opende de sectie tussen Brienz over de Brünigpas naar Alpnachstad in 1888. Aanvankelijk wordt op het meer van Brienz en op het meer van Luzern met stoomboten gevaren. In 1889 werd de lijn Alpnachstad – Luzern geopend. Met de overdracht van JBL aan SBB in 1903 werd de lijn het hele jaar door operationeel. Pas in 1914 kwam het laatste deel tussen Brienz en Interlaken in bedrijf.
De Brünigbahn begint in Interlaken op een station gedeeld met de Berner Oberland-Bahnen (BOB). In Brienz is het beginpunt van de Brienz-Rothorn-Bahn (BRB) naast het station van de Brünigbahn. Een historische stoomtrein van de Ballenberg Dampfbahn AG verzorgt in de zomermaanden enige ritten van Interlaken Ost over de Brünigpass naar Giswil. Voor deze ritten zijn een tandrad- en een normale stoomlocomotief uit het jaar 1910 resp. 1913 beschikbaar. De Meiringen-Innertkirchen-Bahn (MIB) begint bij station Meiringen en loopt over enige afstand parallel aan de Brünigbahn. Alpnachstad is uitgangspunt van de Pilatusbahn (PB). Het gedeelte tussen Hergiswil en Luzern wordt gedeeld met de LSE.
Op 30 juni 2004 heeft de Zwitserse Federale Raad de SBB gemachtigd de Brünigbahn te verkopen aan de Luzern-Stans-Engelbergbahn (LSE). Op 1 januari 2005 werd de Brünigbahn samengevoegd met de LSE om verder te gaan onder de naam Zentralbahn.
De sporen van de Brünigbahn, LSE, BOB en MIB zijn op elkaar aangesloten, hoewel de laatste twee gebruikmaken van verschillende stroomsystemen, zodat de locomotieven niet kunnen worden gedeeld. Er zijn geen Meersysteemlocomotieven of -treinstellen.
De Zentralbahn bouwde sinds 24 februari 2008 tussen Station Luzern en Station Kriens Mattenhof een twee kilometer lang dubbelsporig traject met de Allmendtunnel van 475 meter. Het traject is op 12 november 2012 in gebruik genomen en het Station Luzern Allmend/Messe is op 9 december 2012 geopend.

## Tandradsysteem
De Brünigbahn maakt gebruik van het tandradsysteem Riggenbach. Riggenbach is een tandradsysteem ontwikkeld door de Zwitserse constructeur en ondernemer Niklaus Riggenbach (1817-1899).

## Profiel
De lijn kent veel hoogtewisselingen, met name tussen Giswil en Meiringen. Op dit traject van zeventien kilometer klimt de lijn van 485 meter boven zeeniveau naar 1002 meter, om weer vervolgens te dalen tot 595 meter. Onderstaande afbeelding toont het profiel van de lijn:

## Aansluitingen
In de volgende plaatsen is of was er een aansluiting van de volgende spoorlijnen:

### Luzern
- Bern - Luzern, spoorlijn tussen Bern en Luzern
- Luzern - Immensee, spoorlijn tussen Luzern en Immensee
- Luzern - Lenzburg, spoorlijn tussen Luzern en Lenzburg
- Zug - Luzern, spoorlijn tussen Zug en Luzern
- Olten - Luzern, spoorlijn tussen Olten en Luzern
- Luzern - Engelberg, spoorlijn tussen Luzern en Engelberg

## Elektrische tractie
De Brünigbahn werd in 1941 en 1942 geëlektrificeerd met 15.000 volt 16 2/3 Hz wisselspanning.